# Rue du Docteur-Jacquemaire-Clemenceau
La rue du Docteur-Jacquemaire-Clemenceau est une voie située dans le 15e arrondissement de Paris (France).

## Origine du nom
Elle porte le nom du docteur Georges René Jacquemaire, dit Jacquemaire-Clemenceau (Georges Jacquemaire Clemenceau, 1894-1931), un médecin radiologue français, petit-fils de Georges Clemenceau.

## Historique
La voie est ouverte et prend sa dénomination actuelle en 1934, sur l'emplacement de l'ancienne usine à gaz de Vaugirard.